# ستان فري
ستان فري (بالإنجليزية: Stan Free)‏ هو موسيقي وعازف بيانو أمريكي، ولد في 1922، وتوفي في 17 أغسطس 1995.

## وصلات خارجية
- ستان فري على موقع IMDb (الإنجليزية)
- ستان فري على موقع ميوزك برينز (الإنجليزية)
- ستان فري على موقع ديسكوغز (الإنجليزية)
- ستان فري على موقع قاعدة بيانات الفيلم (الإنجليزية)